# Manœuvre courante

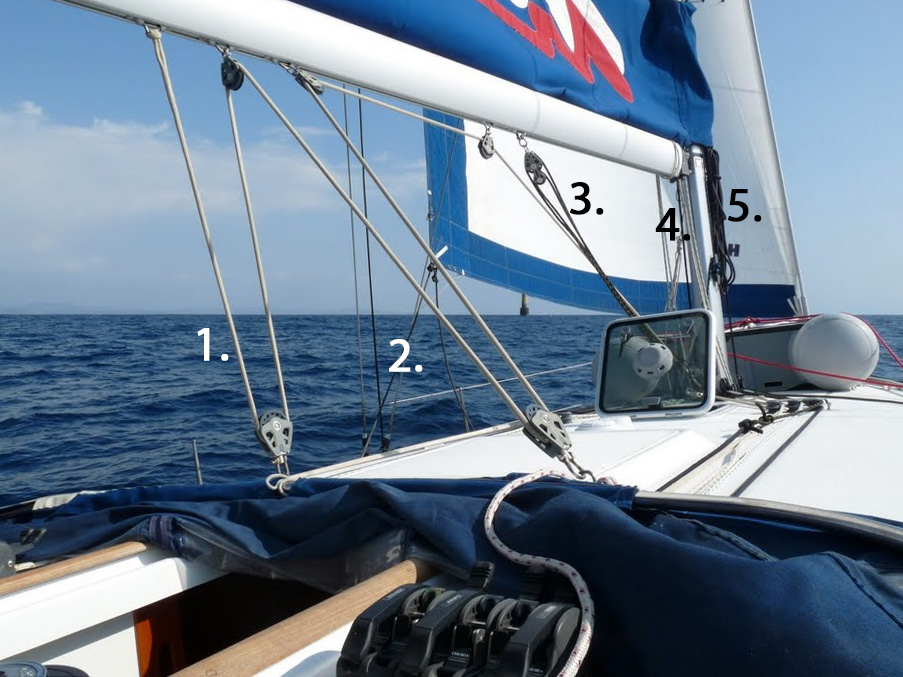
Gréement courant sur un sloop : 1 écoute de grand voile, 2 écoute de foc, 3 hale-bas de bôme, 4 amure de grand voile, 5 drisse de foc.

On appelle manœuvres courantes, sur un navire à voile, les cordages dont on peut faire à volonté varier la longueur
pour établir ou orienter les vergues et les voiles :
- les drisses servent à hisser ou affaler les vergues et les voiles ;
- les bras permettent de diriger les voiles carrées par action sur les vergues ;
- les écoutes et amures règlent l'orientation des voiles par action sur les angles "libres" des voiles ;
- les cargues servent à carguer les voiles, c’est-à-dire à les rassembler en un gros plis contre les vergues ;
- la balancine qui sert à soutenir la bôme ou le tangon quand elle ne l'est pas par la voile ;
- le hale-bas qui sert à maintenir la bôme ou le tangon à l'horizontale, en opposition à la balancine.